# Maria (szczyt w Australii)
Maria – góra wysokości 710 m w północno-wschodniej części Wyspy Marii na wschód od Tasmanii.